# Җ
Җ, җ (Ж с нижним выносным элементом) — буква расширенной кириллицы. Используется в татарском, уйгурском, калмыцком и дунганском алфавитах. Также присутствовала в туркменском алфавите, где после перевода на латиницу была заменена на букву J, и в алфавите Молодцова для языка коми. В татарском языке обозначает звук [ʑ], в калмыцком — [d͡ʒ], в дунганском — [ʈ͡ʂ] или [t͡ɕ].
При переходе татарского алфавита на латиницу её предлагалось заменить буквой C.
В современном дунганском алфавите (с 1953 г.) җ соответствует zh и j пиньиня или z̧ латинского (пред-1953) дунганского алфавита.